# دكتور نيو كورتيكس
دكتور نيو كورتيكس (بالإنجليزية: Doctor Neo Cortex)‏ (غالبا ما يشار إليه باسم دكتور كورتيكس، نيو كورتيكس، أو ببساطة كورتيكس) هو شخصية في لعبة فيديو والخصم الرئيسي في سلسلة كراش بانديكوت وهو رجل شرير يريد أن يسيطر على العالم.

## نظرة عامة للقضية
القضية كانت تدور حول ان شخصية كراش تكره الدكتور نيو وذلك لمخططاته الشريره و سيطرة على العالم مما أدى كراش إلى هزيمة الدكتور نيو و القضاء على جميع المراحل الخطط لها نيو.